# Pień (Basses-Carpates)
Pour les articles homonymes, voir Pień.
Pień est une localité polonaise de la gmina de Radomyśl Wielki, située dans le powiat de Mielec en voïvodie des Basses-Carpates.

## Historique
En 2022, lors de fouilles archéologiques, une sépulture révèle le corps d'une femme enterrée avec une faucille autour du cou et un cadenas au pied, pouvant laisser penser à un rituel « anti-vampire », ou en lien avec des croyances surnaturelles,. 